# Megheira
 (juin 2013).
Si vous disposez d'ouvrages ou d'articles de référence ou si vous connaissez des sites web de qualité traitant du thème abordé ici, merci de compléter l'article en donnant les références utiles à sa vérifiabilité et en les liant à la section « Notes et références ».
Megheira (Mɣera) est un village de la commune algérienne d'Aït Khellili, daïra de Mekla, dans la wilaya de Tizi Ouzou en Algérie.
Ce village contient environ 4 000 habitants.

## Localisation
Il est situé à environ 34 km à l'est de la ville de Tizi Ouzou, grande Kabylie en Algérie.